# Trifluor-klóretilén
A trifluor-klóretilén klórozott-fluorozott telítetlen szénhidrogén, képlete CF2CClF. A kriogenikában hűtőközegként használják. Molekulájában szén–szén kettős kötés található, így polimerizációval poli(trifluor-klóretilén) (PCTFE) vagy kopolimerizációval ECTFE állítható elő belőle.

## Előállítása
Iparilag 1,2,2-trifluor-1,1,2-triklóretánból állítják elő, metanolban végzett, cink hatására bekövetkező klóreliminációs reakcióval.
2012-ben az Egyesült Államokban termelése a becslések szerint 0,5-5 millió tonna között lehetett.

## Fordítás
- Ez a szócikk részben vagy egészben  a   Chlorotrifluoroethylene című angol Wikipédia-szócikk ezen változatának fordításán alapul.  Az eredeti cikk szerkesztőit annak laptörténete sorolja fel. Ez a jelzés csupán a megfogalmazás eredetét és a szerzői jogokat jelzi, nem szolgál a cikkben szereplő információk forrásmegjelöléseként.